# Muszarka blada
Muszarka blada (Myiagra rubecula) – gatunek niewielkiego ptaka z rodziny monarek (Monarchidae). Występuje w Australii, wschodniej Indonezji i Papui-Nowej Gwinei.

## Systematyka
Muszarka blada została opisana po raz pierwszy przez angielskiego ornitologa Johna Lathama w 1801. Lokalna nazwa używana w okolicach Sydney brzmi Frogbird i pochodzi od wydawanych przez ptaka odgłosów. Gatunek opisany w 1848 przez Johna Goulda jako Myiagra concinna okazał się być podgatunkiem Myiagra rubecula.
Muszarka blada jest zaliczana do rodziny monarek, jednak niektórzy badacze twierdzą, że wraz z rodzajem Rhipidura powinno się je wydzielić do osobnej rodziny. Mimo pewnych podobieństw są dość słabo spokrewnione z muchołówkami występującymi w Starym Świecie. Badania molekularne wykonane na przełomie lat 80. i 90. XX wieku pokazały, że należą one do dużej grupy ptaków znanych jako Corvida, do której należy wiele australijskich wróblowych.

### Podgatunki
Wyróżnia się sześć podgatunków M. rubecula:
- M. r. sciurorum Rothschild & E. Hartert, 1918 – Wyspy d’Entrecasteaux i Luizjady
- M. r. papuana Rothschild & E. Hartert, 1918 – południowa, południowo-wschodnia Nowa Gwinea i wyspy w Cieśninie Torresa
- M. r. concinna Gould, 1848 – północno-zachodnia i północno-środkowa Australia; poza sezonem lęgowym także półwysep Jork (północno-wschodnia Australia)
- M. r. okyri Schodde & I.J. Mason, 1999 – półwysep Jork
- M. r. yorki Mathews, 1912 – północno-wschodnia i wschodnia Australia
- M. r. rubecula (Latham, 1801) – południowo-wschodnia Australia; poza sezonem lęgowym migruje do południowo-wschodniej Nowej Gwinei i północno-wschodniej Australii (wschodni Queensland)

## Morfologia
Muszarka blada jest niewielkim ptakiem, dorastającym do 14,5–16 cm długości i ważącym 10–15 g. Samiec ma ciemnoniebieskoszarą głowę i gardło, biały brzuch i pierś, samica natomiast ma pomarańczowe gardło i pierś. Młode przypominają wyglądem samicę, mają jedynie bledsze końce skrzydeł.

## Występowanie
Gatunek ten jest obserwowany od Zatoki Królewskiej w północno-zachodniej Australii, przez Top End i półwysep Jork, aż do wschodniego wybrzeża i południowej Wiktorii. Rzadko na Tasmanii. Na północ od Australii występuje na wyspach w Cieśninie Torresa, na Nowej Gwinei (zarówno w części indonezyjskiej jak i należącej do Papui-Nowej Gwinei) oraz na wyspach na wschód od niej – d’Entrecasteaux i Luizjadach. Południowe populacje migrują na zimę na północ, północne są osiadłe lub lokalnie koczujące.
Zamieszkuje głównie wiecznie zielone lasy twardolistne, deszczowe lasy mangrowe i zarośla na wybrzeżach.

## Tryb życia
Jak sugeruje nazwa, odżywia się owadami. Przeskakuje pomiędzy gałęziami i chwyta owady w locie.

## Rozród
Wydaje potomstwo raz w trakcie sezonu lęgowego, który trwa od września do lutego. Gniazdo buduje z kory i suchej trawy połączonych ze sobą za pomocą nici pajęczych i udekorowane mchem. Położone jest ono na małej gałęzi, 5–10 m nad ziemią. Składa dwa lub trzy białe jaja, które mogą być lekko niebieskawe bądź szarawe i pokryte ciemnymi, szaro-brązowymi plamkami. Jaja mierzą 17 mm długości i 14 mm średnicy. Oboje partnerzy wysiadują jaja i opiekują się potomstwem, ale samica wykonuje nieco więcej obowiązków i wysiaduje jaja w nocy. Sukces lęgowy jest dość niski, jedynie w 23% gniazd młode dożywają momentu, gdy potrafią latać. Pasożytem lęgowym tego gatunku jest kukułka płowa (Cacomantis variolosus).

## Status
W Czerwonej księdze gatunków zagrożonych IUCN gatunek ten zaliczany jest do kategorii LC (Least Concern – najmniejszej troski) nieprzerwanie od 1988. Liczebność populacji nie została oszacowana, ale ptak ten opisywany jest jako lokalnie dość pospolity. Trend liczebności populacji uznawany jest za stabilny.